# Linia kolejowa Oldenburg – Osnabrück
Linia kolejowa Oldenburg – Osnabrück to w większości jednotorowa, niezelektryfikowana linia kolejowa o długości 108,1 km położona w kraju związkowym Dolna Saksonia.

## Historia
Linia została zbudowana w latach 1870-1876 przez Wielkie Księstwo Oldenburga. Otwarcie pierwszego odcinka Oldenburg–Quakenbrück miało miejsce 15 października 1875 roku. Dalszy odcinek linii z Quakenbrück przez Halen do Osnabrück-Eversburg prowadził w tamtych czasach przez teren Prus i został ukończony niecały rok później 30 czerwca 1876 roku, a jego użytkowanie rozpoczęto 15 listopada tego roku.
Do połowy lat 90. była utrzymywana skromna oferta połączeń dalekobieżnych kursujących linią. Codziennie trasą tą przejeżdżały dwa pociągi z Koblencji oraz Mönchengladbach do Wilhelmshaven.
Do roku 2000 następowała modernizacja oraz rozbudowa infrastruktury. Dzięki podniesieniu maksymalnej dopuszczalnej prędkości do 120 km/h został skrócony czas przejazdu pomiędzy Oldenburgiem a Osnabrück o 22 minuty i wynosi obecnie około 87 minut. W Oldenburgu skomunikowano wszystkie połączenia z pociągami na linii Brema-Emden. Dzięki przeprowadzeniu modernizacji na linii kolejowej Oldenburg-Wilhelmshaven czas podróży w relacji Wilhelmshaven-Osnabrück skrócił się o 45 minut.
Od listopada 2000 roku do grudnia 2026 roku przewozy na linii będą obsługiwane przez NordWestBahn.